# Erdgeist (Film)
Erdgeist ist ein deutscher Stummfilm von 1923 nach einer Vorlage von Frank Wedekind. Unter der Regie des Theaterfachmannes Leopold Jessner spielt Asta Nielsen die Hauptrolle der „männermordenden“ Lulu.

## Handlung
Jessners Umsetzung des bekannten „Lulu“-Stoffes ist gleich einem Kammerspiel angelegt.
Das Leben der jungen, freizügigen Lulu wird geprägt von zahlreichen Bekanntschaften mit Männern, die ihr alle über kurz oder lang verfallen. Anfänglich ist sie die Lebensgefährtin des deutlich älteren und wohlhabenden Journalisten Dr. Schön, der sie einst aus den Fängen eines gewissen Schigolch befreien wollte und von der Straße holte. Als Schön Lulu verlassen will, weil er sich von der Liaison mit einer Ministertochter sozialen Aufstieg verspricht, wendet sich Lulu Schöns Sohn Alwa zu, obwohl dessen Vater nicht wirklich von ihr loskommt.
Schön verkuppelt sie mit dem Medizinalrat Dr. Goll, einem Bekannten. Der stirbt bald darauf, als er Lulu in flagranti mit dem Maler Schwarz erwischt. Lulu und Schwarz heiraten daraufhin, doch bleibt sie auch weiterhin Schöns Geliebte. Schwarz bringt sich um, nachdem er von Lulus Vorleben und Untreue erfahren hat. Lulu hörig, heiratet Dr. Schön sie, gleichwohl wissend, dass er sie niemals ganz besitzen kann und sie ihn stets, wie etwa mit dem schmierig, abstoßenden Ganoven Schigolch, betrügen wird.

## Produktionsnotizen
Erdgeist entstand in der zweiten Jahreshälfte 1922. Der Film passierte am 10. Januar 1923 die Filmzensur und wurde am 22. Februar 1923 in den Richard-Oswald-Lichtspielen uraufgeführt. Am 4. Mai 1923 war die österreichische Premiere in Wien. Der Fünfakter war 2137 Meter lang.
Die Filmbauten schuf Robert Neppach.

## Rezeption zu Asta Nielsen
„Asta Nielsen ist wie wenige jener höchsten schauspielerischen Gnade teilhaft: mit sparsamsten Mitteln auszudrücken, wofür andre ein ganzes Aufgebot von greller Deutlichkeit brauchen. Sie war und ist die größte Schauspielerin, die auf der Leinwand sichtbar wurde.“

„Das Stück? Es gibt hier gar kein Stück. Der einzige Inhalt dieses Films ist, dass Asta Nielsen mit sechs Männern kokettiert, flirtet, liebelt und sie verführt. Der Inhalt dieses Films ist die erotische Ausstrahlung dieser Frau, die uns hier das große, vollständige Gebärdenlexikon der sinnlichen Liebe gibt.“

## Filmkritiken
„Nach seiner vorjährigen ‚Hintertreppe‘ hat sich der Intendant, des Berliner Staats-Theaters, Leopold Jessner, nun zum zweiten Male als Filmregisseur betätigt … Man muß feststellen, daß der große Könner der Bühne den Weg zum Film auch heuer noch nicht gefunden hat. Sein Werk ‚Erdgeist‘ ist eine Sünde wider den Geist des Kinematographen, der berufen ist in buntem Wechsel das Antlitz der Weit zu zeigen. Für Herrn Jessner hingegen ist: er dazu da, einige wenige Dekorationen aufzunehmen, in welche die Handlung bühnenmäßig zusammengedrängt wird. Ein völliges Mißverkennen des Filmischen, dessen Richtung dem Theaterhaften geradezu konträr läuft. Das Bühnendrama ist intensiv, der Film extensiv. Jessner kann sich von der Vorstellungswelt des Bühnenregisseurs nicht radikal befreien und inszeniert daher Theater, bei dem er lediglich das gesprochene Wort durch allzu ausgespielte Darstellung, zahlreiche Großaufnahmen und andere Requisiten ersetzt. […] An diesem Gesamturteil kann sich auch dadurch nichts ändern, daß ihm gar manches eindrucksstarke Bild mit Hilfe des Architekten und des Beleuchters zu formen gelungen ist, und daß die Darsteller, an der Spitze Asta Nielsen und Albert Bassermann, ihr Bestes hergaben. Dennoch gelangte Wedekinds ‚Erdgeist‘ in Filmgestalt, auf sechs allzu lange Akte ausgewalzt, nicht zu der menschlich starken Wirkung, die ihm auf der Bühne eigen ist.“

„Jessners ‚Erdgeist‘-Film ist weniger charakteristisch für die gegenwärtige Situation des deutschen Films als für die (hoffentlich vorübergehende) Unsicherheit des Theatermannes Jessner. […] Jessner und Carl Mayer nahmen nur die Aufzüge des ‚Erdgeist‘-Dramas und beraubten sich damit von vornherein der filmischen Steigerung. Jessner beraubte sich ihrer zum zweitenmal, als er die fünf Akte nicht in Bewegungsbildern aufbaute, sondern detaillierend auseinanderspielte. Es fehlte das Kräftespiel, das von einem Punkt (Lulu) gleichzeitig angezogen und abgestoßen wird. Statt dessen gab er banale Einzelschicksale, bald in der bürgerlich-spießigen, bald in der gesellschaftlichen Sphäre wurzelnd. […] Was bleibt von diesem Film? Der erste Auftritt von Granach als Schigolch (den er aber zu steigern keine Gelegenheit findet) und einzelne körperliche Momente von Asta Nielsen. Wenn Asta Nielsen mit zynisch gezogenen Mundwinkeln dasteht, wenn sie die Augen halb öffnet, dann ist Lulu außerordentlich in die Filmsprache übersetzt.“

Paimann’s Filmlisten resümierte: „Das Ganze steht im Zeichen des virtuosen Zusammenspiels des Ensembles, die Nielsen alle überragend. Die Regie verzichtete … auf alle gewohnten Mätzchen und beschränkte sich darauf, in Mimik umgesetzte Seelenstimmungen darzustellen, welchem Bestreben alle übrigen Komponenten des Films untergeordnet erscheinen. Die Photos halte sich ebenfalls auf beachtenswerter Höhe.“

„Trotz aller ernsten Warnungen hat Leopold Jeßner den ‚Erdgeist‘ (1923) verfilmt und wie bei seiner ‚Hintertreppe‘ auch hier wieder nicht den Weg zum Filmischen gefunden.“